# Cacciata di Eliodoro dal tempio (Francesco Solimena)
La Cacciata di Eliodoro dal tempio è un affresco (9×12 m) eseguito nel 1725 da Francesco Solimena per la controfacciata della chiesa del Gesù Nuovo di Napoli.

## Storia
I lavori furono affidati al Solimena già nel 1717 dai padri gesuiti, che vollero nel cantiere quello che loro consideravano essere il maggior pittore sulla piazza napoletana. La commessa al pittore interessò svariate porzioni dell'edificio, su cui in quel periodo si stavano effettuando ingenti lavori di rifacimento. Tra questi vi fu anche il grande ciclo della controfacciata, elemento decorativo particolarmente in voga nel Seicento a Napoli, di cui furono maestri Giovanni Lanfranco per la chiesa dei Santi Apostoli (dove realizzò la Piscina probatica) e Luca Giordano per quella dei Girolamini (dove eseguì la Cacciata dei mercanti dal tempio).
Causa diversi impegni già assunti dal Solimena, i lavori all'affresco della chiesa furono completati solo nel 1725, contestualmente alla chiusura del cantiere del Gesù Nuovo. Inizialmente il compenso pattuito fu quello di 2.000 ducati; tuttavia la somma raggiunse una cifra più alta, verosimilmente il doppio, come testimonia l'ultimo pagamento di novembre dello stesso 1725.

## Descrizione e stile
Il soggetto non era particolarmente in voga nella storia dell'arte, di cui è diventato noto solo tramite l'affresco eseguito da Raffaello nelle stanze vaticane. Il tema fu scelto dai gesuiti per simboleggiare la protezione offerta da Dio alla chiesa rispetto ai suoi nemici, e più nello specifico, la condanna verso chi avrebbe provato a derubare il tesoro della chiesa del Gesù.
La storia è riportata nel secondo libro dei Maccabei: Eliodoro ministro di Seleuco IV, recatosi nel tempio di Salomone con l’incarico di rubarne il tesoro, viene fermato e scacciato da un cavaliere a cavallo e da due compagni mandato da Dio. Grazie alle invocazioni del sommo sacerdote Onia III Eliodoro avrà salva la vita, infatti lo stesso sacerdote prima prega il signore affinché Dio eviti che il furto si compia, poi le stesse preghiere le invocherà per lasciare in vita Eliodoro ormai steso a terra esanime. Il giovane farà dunque ritorno dal re Seuleco IV e rivelerà a questi la potenza di Dio nel difendere Gerusalemme.

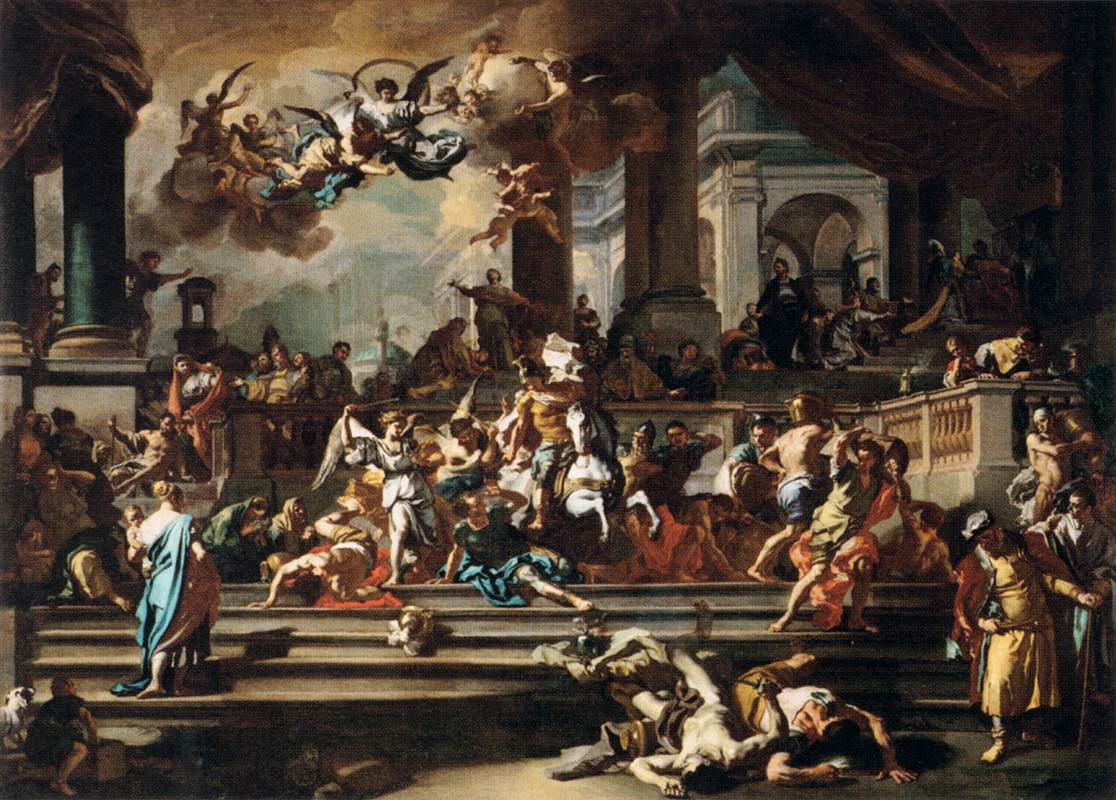
Una delle repliche riportate su tela (versione del Louvre)

La grande opera muraria appare eseguita con un'intensa tonalità cromatica, strutturata su impianto compositivo organizzato sullo sfondo da imponenti architetture che esaltano ancora di più la folla di personaggi concitati e convulsi che si muovono armoniosamente all'interno della narrazione. Le figure vengono descritte minuziosamente nel loro atteggiamento e nelle loro espressioni: mentre alcuni portano nel tempio i vassoi contenenti l'oro trafugato, altri osservano con spavento la difesa del tempio da parte del cavaliere inviato da Dio, mentre nella parte alta sulla destra è il sacerdote Onia III in preghiera di fronte a un altare coperto, con una scritta ebraica sulla balaustra e la menorah dinanzi a lui. In mezzo a tutta questa composizione, come fosse un palcoscenico teatrale, trova il suo fulcro il cavaliere su un cavallo impennato al centro della scalinata; sotto di lui Eliodoro è in terra con la mano alta intento a proteggersi dai colpi. Accanto al cavaliere il Solimena colloca due angeli armati, discostandosi dal racconto biblico che invece vedeva due giovani condottieri.
L'affresco è firmato e datato in basso a sinistra sulla base di un gradino.
Dell'opera di Solimena sono note numerose copie su tela realizzate da lui stesso o da pittori della sua cerchia, forse seguaci di futura generazione, nonché svariati bozzetti autografi, di cui uno per il re Vittorio Amedeo di Savoia (oggi conservato a Torino nella galleria Sabauda), uno conservato a palazzo Barberini di Roma, uno al Louvre di Parigi (sin dal 1786 e in collezione Luigi XVI), un altro negli Stati Uniti al Museum of Art di Toledo. Sono noti anche numerosi disegni di studi dell'affresco, alcuni conservati al dipartimento arti grafiche del Louvre, altri all'Albertina di Vienna, all'Harvard University, al Fogg Art Museum di Cambridge e infine quelli in collezione del duca di Devonshire in Inghilterra.
Alcune versioni dell'affresco riadattate su tela (come nel caso di quello del Louvre) consentono di evidenziare un ripensamento del pittore rispetto alla sua idea originaria, ossia la cancellazione di un gruppo di tre uomini dipinti nella parte centrale della scena, appena al di sopra del cavaliere in sella al cavallo, successivamente coperti da una nube. Non si sa se questa variazione sia stata operata dal Solimena in fase di ultimazione dell'opera oppure nel successivo intervento di restauro realizzato sempre nel Settecento. Di certo si sa che nel 1760-1761 l'affresco appariva già com'è oggi, poiché Jean Honoré Fragonard ne fece una incisione da cui si evince l'esistenza della nube al posto delle tre figure.